# Mrtvé rameno Labe u Němčic
Staré Labe u Němčic je název pro mrtvé rameno řeky Labe nalézající se severozápadně od obce Němčice v okrese Pardubice. Jezero je využíváno jako rybářský revír Místní organizací Českého rybářského svazu.

## Galerie

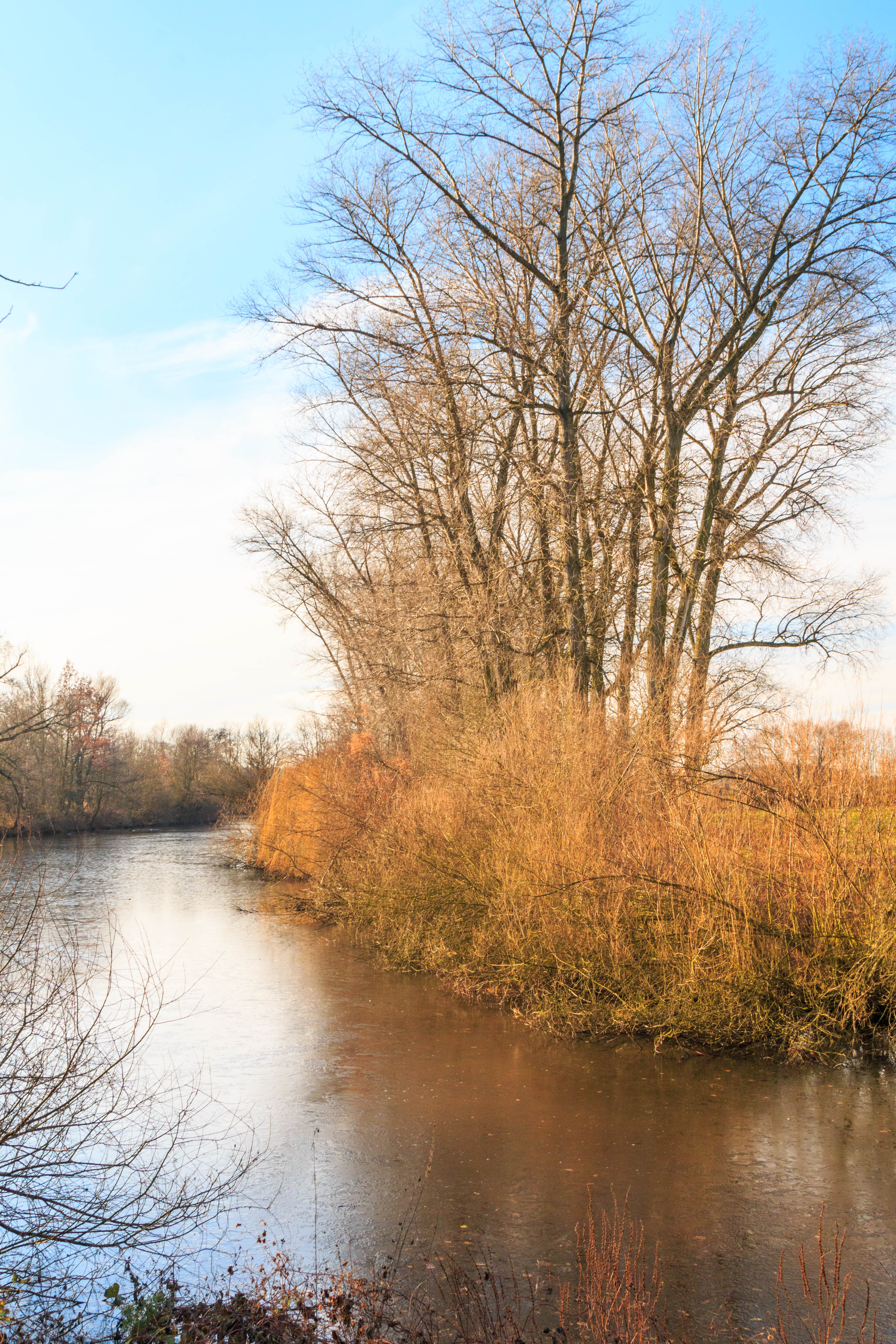
Mrtvé rameno Labe u Němčic
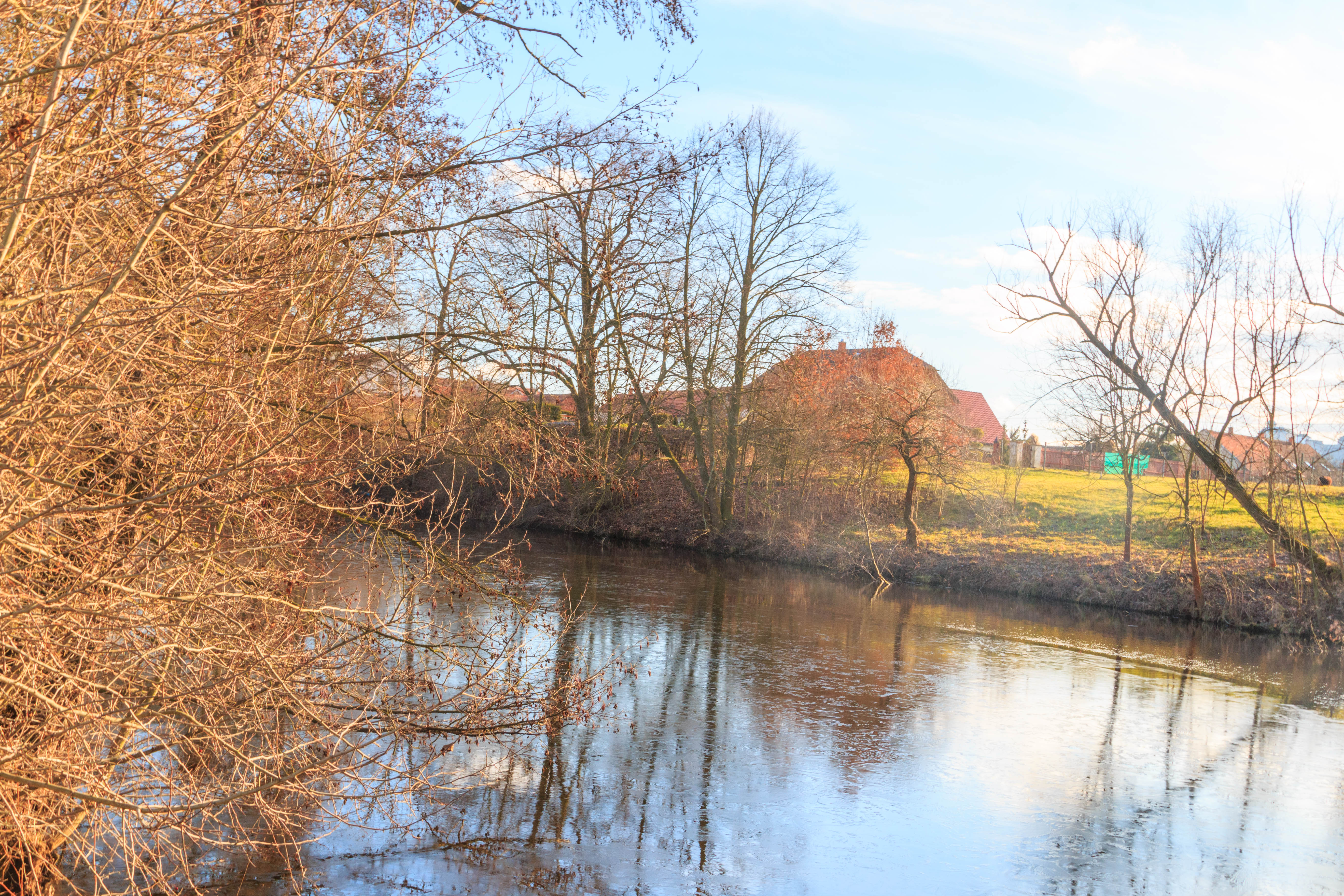
Mrtvé rameno Labe u Němčic
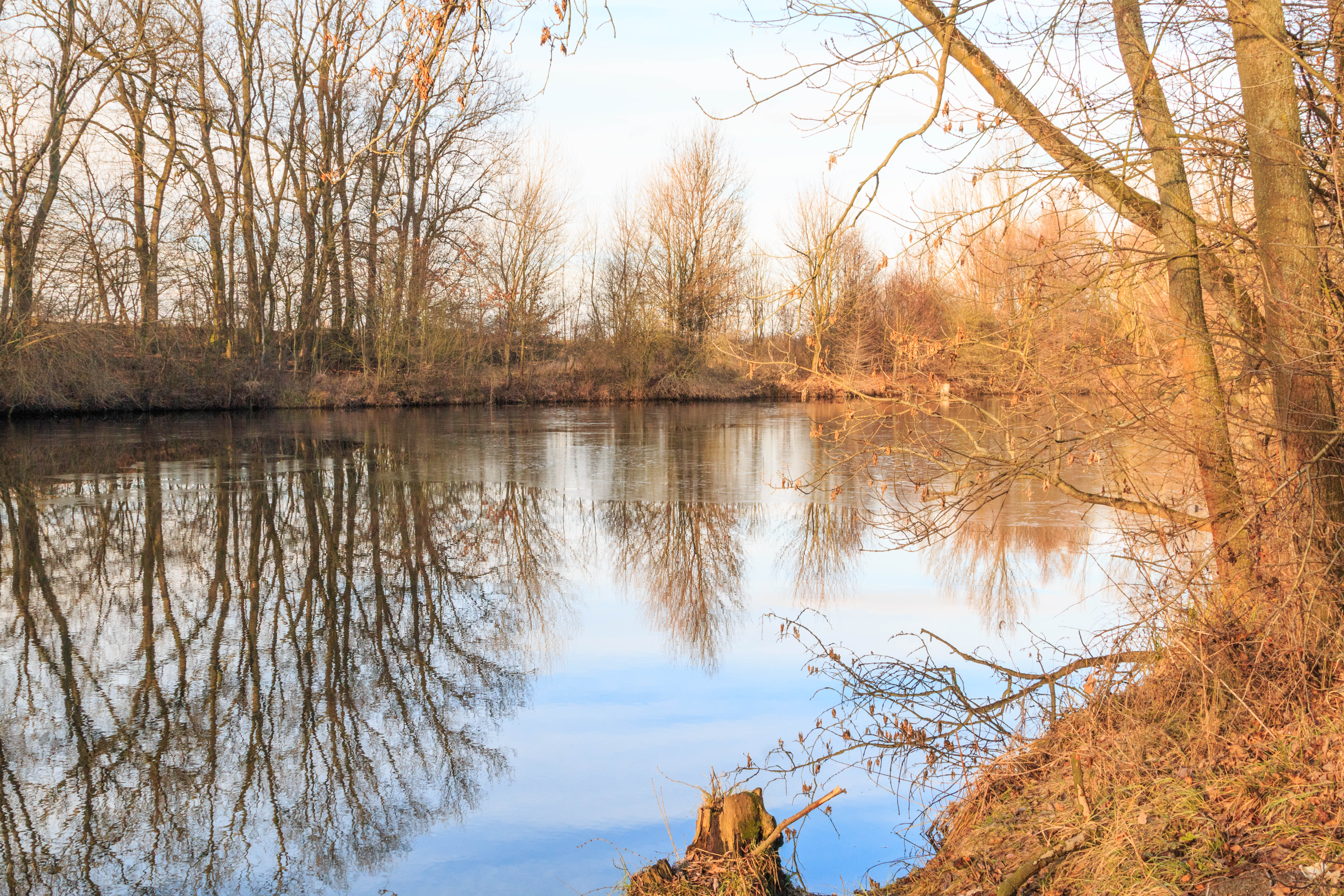
Mrtvé rameno Labe u Němčic
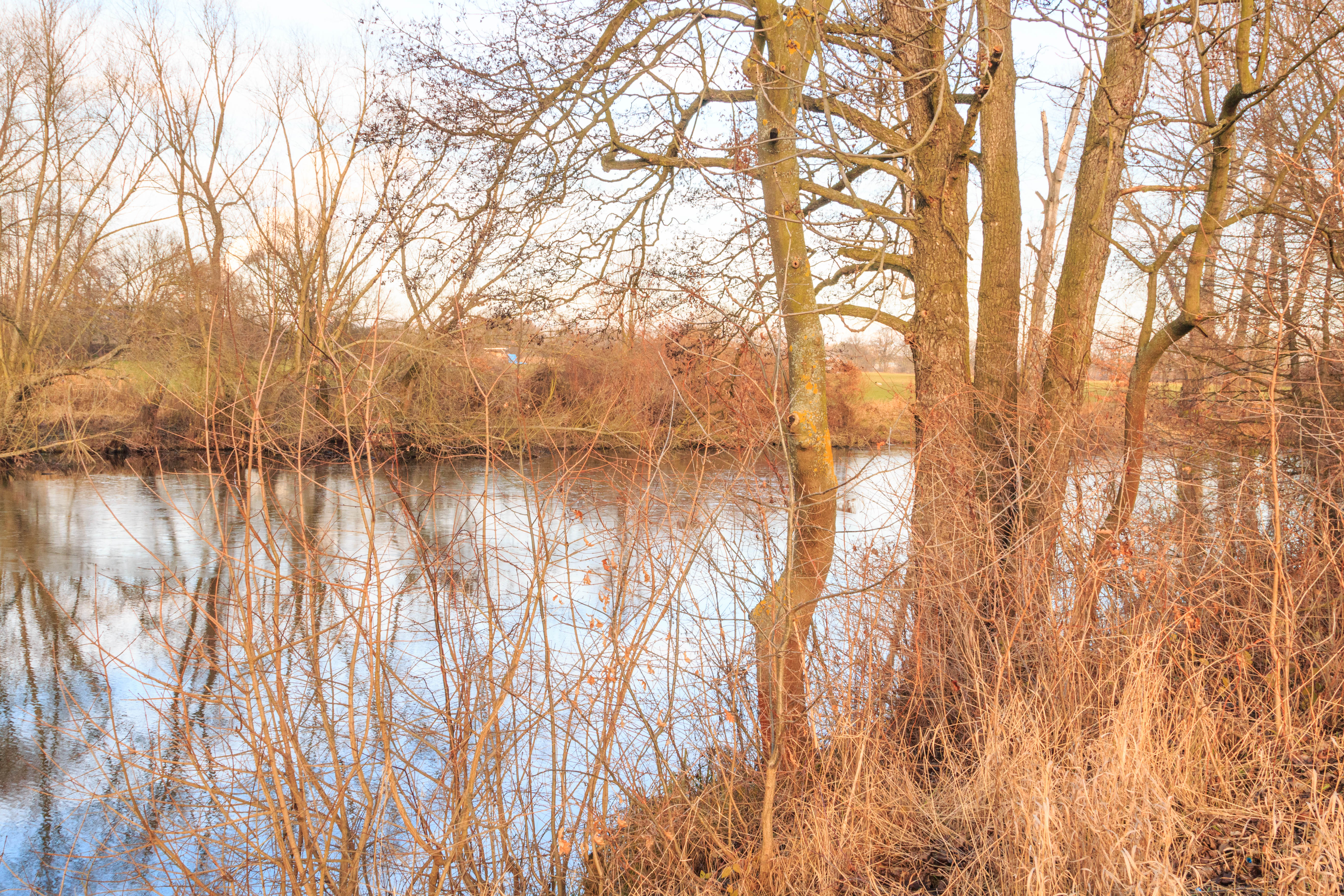
Mrtvé rameno Labe u Němčic